# Alice Town

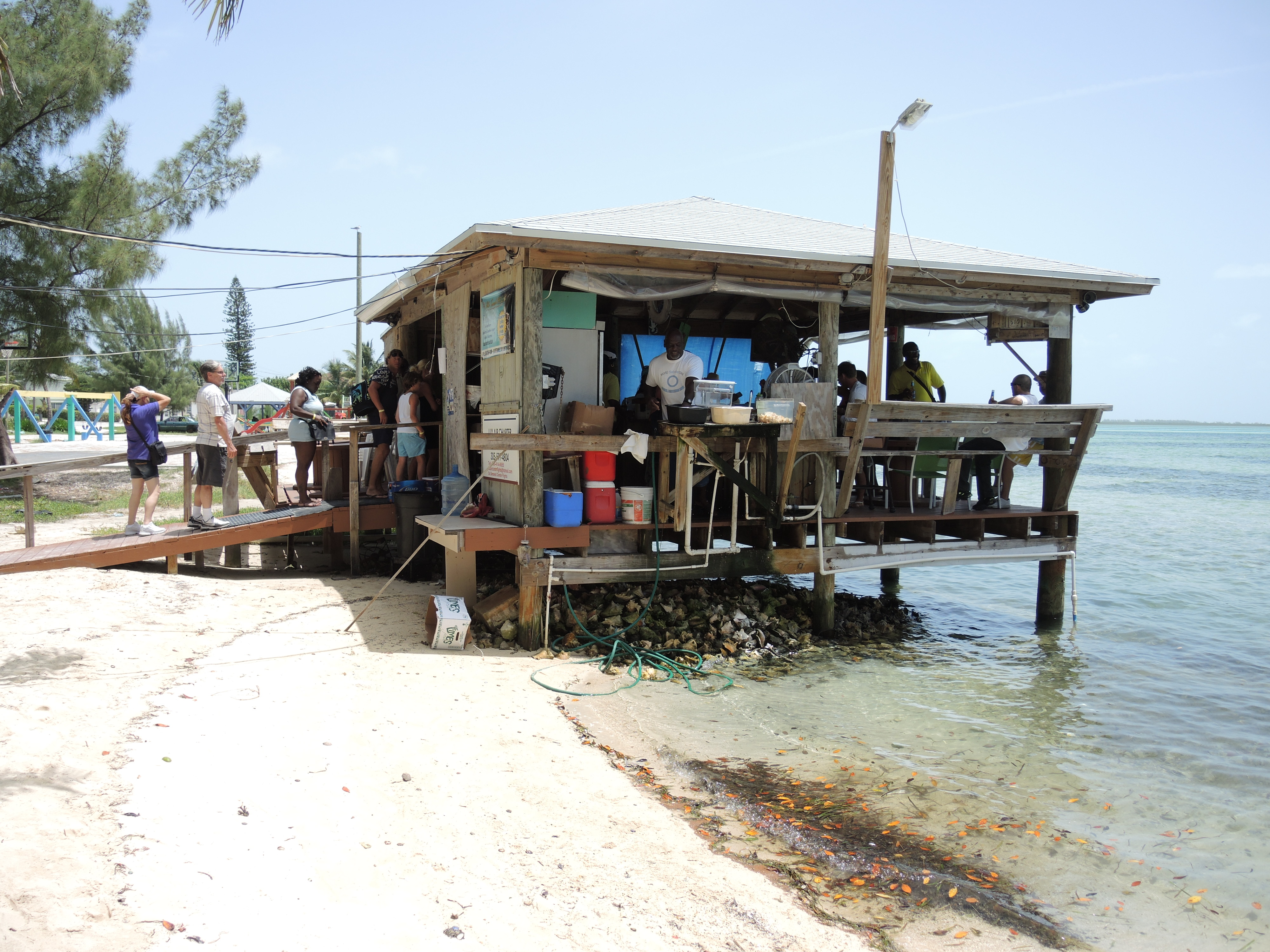
Restaurant d'Alice Town.

Alice Town est une ville des Bahamas. La localité est située dans l'archipel des îles Bimini à environ 80 km à l'est de Miami. La population était de 300 habitants lors du recensement de 2010.